# Comité olympique et sportif national du Niger
Le Comité olympique et sportif national du Niger (COSNI) est le comité national olympique du Niger fondé en 1964 à Niamey.

## Histoire
Le comité est reconnu par le Comité international olympique en 1964.
Le Niger participe à ses premiers Jeux olympiques en 1964 à Tokyo.

## Présidents
Les présidents du Comité sont :
- ? - 1979 : Barkire Alidou
- 1979 - ? : Adamou Harouna
- 1988 - ? : Sidi Koutoubi
- 1997 - 2014 : Mamadou Talata Doulla
- depuis 2014 : Idé Issaka.